# Телесеть
«Телесеть» (англ. Network — «Сеть») — американский кинофильм, снятый Сидни Люметом в 1976 году, едкая сатира на американское телевидение. В основе фильма лежит история вымышленной телекомпании Union Broadcasting System (UBS) и её обозревателя Говарда Била (Питер Финч). Фильм получил четыре «Оскара»: за лучшую мужскую роль (Финч), за лучшую женскую роль (Фэй Данауэй), за лучшую женскую роль второго плана (Беатрис Стрейт) и за лучший оригинальный сценарий (Пэдди Чаефски).
В настоящее время «Телесеть» признана классикой американского кино. В 2000 году библиотека Конгресса признала фильм «имеющим большое значение для культуры» и включила его в Национальный реестр фильмов. Гильдия продюсеров США включила «Телесеть» в свой Зал славы. В рейтинге Ста величайших американских фильмов, составленном Американским институтом киноискусства, «Телесеть» занимает 64-е место.

## Сюжет
Фильм начинается с того, что многолетний ведущий вечерних новостей на UBS Говард Бил (Питер Финч) узнаёт о том, что он скоро будет уволен из-за низких рейтингов его программы. На следующий день Бил в прямом эфире заявляет, что покончит с собой во время своего последнего эфира. Сразу после этого заявления руководство канала увольняет Била, но по просьбе редактора канала и лучшего друга Била Макса Шумахера (Уильям Холден) разрешает ему провести последнюю программу, в том числе и для того, чтобы Бил принёс извинения телезрителям. Вместо этого Бил в прямом эфире произносит речь о том, что жизнь лишена смысла, и нецензурно ругается. Благодаря этому скандалу рейтинги программы резко подскакивают, и руководство UBS решает, что ради рейтинга Била нужно оставить в эфире. Шумахер возражает против этого решения, но остаётся в меньшинстве.
Бил постепенно сходит с ума, его программы представляют собой истерики. Во время одного из выпусков Бил неистово кричит «Я зол, как черт, и я больше не собираюсь это терпеть!» (англ. I'm as mad as hell, and I'm not going to take this anymore!) и призывает всех зрителей покричать эту фразу. Люди по всей стране высовываются из окон и кричат то же самое. UBS создаёт «Шоу Говарда Била», позиционируя Била как «безумного пророка». Шоу моментально становится самой популярной программой.
Другая сюжетная линия — это история восхождения по карьерной лестнице журналистки Дайаны Кристенсен (Фэй Данауэй). В начале фильма она занимает пост продюсера развлекательного блока программ, но постепенно прибирает к своим рукам и новостной блок. Для этого она в числе прочего достаёт подлинную запись ограбления банка и заводит роман с Максом Шумахером. Ради Дайаны Шумахер бросает свою жену (Беатрис Стрейт), с которой он прожил всю жизнь.
Бил случайно узнаёт о готовящемся поглощении UBS саудовским конгломератом. В ближайшей программе он произносит эмоциональную тираду против обеих корпораций и призывает телезрителей завалить Белый дом телеграммами с текстом «Я зол, как черт, и я больше не собираюсь это терпеть!», чтобы не допустить слияния. Глава UBS Артур Дженсен (Нед Битти) вызывает Била к себе и сам произносит длинную речь о том, что миром правят деньги, убеждая его отказаться от подобных выступлений. Бил меняет риторику своих выступлений, рассказывая о смерти демократии и обезличивании человека. При этом рейтинги программы падают, потому что зрителям нужны развлечения, а не угнетающие проповеди.
Обвал рейтингов становится очевидным, и, чтобы последний раз поднять рейтинг, Дайана Кристенсен предлагает убить Била в прямом эфире во время его очередной проповеди. Для этого Кристенсен договаривается с леворадикальной террористической группировкой, взамен обещая её руководителю собственное шоу на UBS «Голос Мао Цзэдуна». Во время эфира террористы расстреливают Била. Фильм завершается закадровым комментарием: «Говард Бил стал первым человеком, который был убит из-за низких рейтингов».

## В ролях
| - Фэй Данауэй — Дайана Кристенсен - Уильям Холден — Макс Шумахер - Питер Финч — Говард Бил - Роберт Дюваль — Фрэнк Хэкет - Уэсли Эдди — Нелсон Чейни - Нед Битти — Артур Дженсен - Джордан Чарни — Гарри Хантер - Кончата Феррелл — Барбара Шлезингер - Дэррил Хикмен — Билл Херрон | - Рой Пул — Сэм Хейвуд - Уильям Принс — Эдвард Джордж Радди - Беатрис Стрейт — Луиза Шумахер - Артур Бургхардт — Великий Ахмед Хан - Синди Гровер — Кэролайн Шумахер - Лейн Смит — Роберт Макдоноу - Майкл Ломбард — Уилли Стайн - Лэнс Хенриксен — юрист UBS - Ли Ричардсон — рассказчик |

## Создание
15 июля 1974 года в прямом эфире застрелилась страдавшая от депрессии телеведущая флоридского канала WTXL-TV Кристин Чаббак. Есть мнение, что Пэдди Чаефски положил эту историю в основу сценария «Телесети».
Среди претендентов на должность режиссёра-постановщика картины был Стэнли Кубрик, однако Чаефски отклонил его кандидатуру. Возможная причина — прохладно встреченный критиками фильм Кубрика «Барри Линдон», вышедший в 1975 году.
По словам режиссёра: «Одна из причин, по которой студия долго сопротивлялась постановке „Телесети“, заключалась в том, что Чаефски написал для Питера Финча, игравшего Говарда Била, четыре монолога — от четырёх до шести страниц каждый». По мере развития фильма монологи становятся всё длиннее.
Лорин Хоббс, чернокожая леворадикальная террористка, которая участвовала в организации убийства Била, внешне очень похожа на Анджелу Дэвис.
Генри Фонда отказался от роли Говарда Била, назвав её «слишком истеричной». Люмет первоначально предлагал снять в фильме Ванессу Редгрейв, считая её лучшей англоговорящей актрисой, но категорически против этого был Пэдди Чаефски, так как Редгрейв поддерживала Организацию освобождения Палестины, что было для него неприемлемо.

## Награды

### «Оскары»
Победа в номинации:
- «Оскар» за лучшую мужскую роль — Питер Финч
- «Оскар» за лучшую женскую роль — Фэй Данауэй
- «Оскар» за лучшую женскую роль второго плана — Беатрис Стрейт
- «Оскар» за лучший оригинальный сценарий — Пэдди Чаефски

Телесеть стала первым фильмом с 1951 г. (Трамвай «Желание»), который получил три «актёрских» «Оскара», при этом на «Оскар» за лучшую мужскую роль были номинированы и Финч, и Холден. 

Питер Финч умер за два месяца до церемонии, и награду за него получали его вдова Элета и сценарист Пэдди Чаефски. 

Беатрис Стрейт получила «Оскар» за лучшую женскую роль второго плана, хотя её роль длится всего пять минут две секунды. Это самая короткая в истории кино роль, исполнитель которой получил «Оскара».
Номинированы:
- «Оскар» за лучшую мужскую роль — Уильям Холден
- «Оскар» за лучшую мужскую роль второго плана — Нед Битти
- «Оскар» за лучшую операторскую работу — Оуэн Ройзман
- «Оскар» за лучший монтаж — Алан Хайм
- «Оскар» за лучшую режиссуру — Сидни Люмет
- «Оскар» за лучший фильм

### «Золотой глобус»
Победа в номинации:
- Лучший актёр — драма — Питер Финч
- Лучшая актриса — драма — Фэй Данауэй
- Лучшая режиссёрская работа — Сидни Люмет
- Лучший сценарий — Пэдди Чаефски

Номинирован:
- Лучший фильм

### Премия BAFTA
Победа в номинации:
- Лучший актёр — Питер Финч

Номинированы:
- Лучший фильм
- Лучший актёр — Уильям Холден
- Лучшая актриса — Фэй Данауэй
- Лучший актёр второго плана — Роберт Дюваль
- Лучший режиссёр — Сидни Люмет
- Лучший монтаж — Алан Хайм
- Лучший саундтрек — Джек Фитцстивенс, Марк Лауб, Сэнфорд Рэкоу, Джемс Сэбэт и Дик Воризек

### Другие награды и номинации
- 1977 — премия «Давид ди Донателло» лучшей зарубежной актрисе (Фэй Данауэй)
- 1977 — премия Гильдии сценаристов США за лучший оригинальный сценарий, написанный для драматического фильма (Пэдди Чаефски)
- 1977 — номинация на премию «Сатурн» за лучший научно-фантастический фильм
- 1977 — номинация на премию Гильдии режиссёров США за лучшую режиссуру — Художественный фильм (Сидни Люмет)

### Последующее признание
- 100 лучших американских фильмов за 100 лет по версии AFI (1998) — 66-е место; в юбиилейном рейтинге 2007 года фильм занял 64-е место
- Национальный реестр фильмов (2000)
- 100 известных цитат из американских фильмов за 100 лет по версии AFI (2005) — фраза Говарда Била «Я зол, как чёрт, и я больше не собираюсь это терпеть!» заняла 19-е место